# A Dűne: A gépirtó hadjárat
A Dűne: A gépirtó hadjárat Brian Herbert és Kevin J. Anderson A Dűne legendái trilógiájának második kötete.

## Magyarul
- Brian Herbert–Kevin J. Anderson: A Dűne. A gépirtó hadjárat; ford. Galamb Zoltán; Szukits, Szeged, 2004